# Megachile hei
Megachile hei är en biart som beskrevs av Wu 2005. Megachile hei ingår i släktet tapetserarbin, och familjen buksamlarbin. Inga underarter finns listade i Catalogue of Life.